# (20023) 1992 AR
1992 أي أر (ويعرف أيضًا باسم (20023) 1992 أي أر وفق تسمية الكوكب الصغير) (بالإنجليزية: 1992 AR)‏ هو كويكب ضمن حزام الكويكبات؛ وترتيبه 20023 من حيث الاكتشاف.
اكتُشف هذا الجُرم الفلكي بواسطة اليانور إف. هيلين في 9 يناير 1992.

## وصلات خارجية
- (20023) 1992 AR في قاعدة بيانات مختبر الدفع النفاث لأجرام النظام الشمسي الصغيرة

- الاكتشاف · مخطط المدار ·  العناصر المدارية · المعلمات المادية

- (20023) 1992 AR على موقع ويكي سكاي: DSS2, SDSS, GALEX, IRAS, Hydrogen α, X-Ray, Astrophoto, Sky Map, Articles and images